# 齐正钧
齐正钧（1924年1月—2024年11月30日），直隶完县人，中国人民解放军将领、中国人民解放军中将。

## 生平
1924年，齐正钧出生在直隶省完县（今河北省顺平县）。1938年加入中国共产党。1941年参加八路军。齐正钧先后出任晋察冀军区分区情报站站长、晋察冀野战军纵队作战参谋、第19兵团师作战科科长。第二次国共内战时期他参加了平津战役。
1950年他参加了抗美援朝，任中国人民志愿军师作战科科长。
战后他出任团参谋长、团长，军事科学院战斗部研究员，军副参谋长，南京军区军政干部学校副校长，南京高级陆军学校副校长兼训练部部长，陆军指挥学院副院长。1988年，他被授予中国人民解放军中将。

## 奖项
- 三级独立自由勋章
- 三级解放勋章